# تپه جوخاص
تپه جوخاص مربوط به هزاره دوم و اول قبل از میلاد است و در شهرستان اراک، بخش مرکزی، دهستان مشهد میقان، روستای مبارک‌آباد واقع شده و این اثر در تاریخ ۲۶ اسفند ۱۳۸۷ با شمارهٔ ثبت ۲۶۱۲۵ به‌عنوان یکی از آثار ملی ایران به ثبت رسیده است.